# Asia Rugby Women's Championship 2012
El Asia Rugby Women's Championship del 2012 fue la quinta edición del torneo femenino de rugby.
El ganador del torneo fue la selección de Kazajistán, quienes obtuvieron su tercer título en la competición.

## Equipos participantes
- Selección femenina de rugby de China
- Selección femenina de rugby de Hong Kong
- Selección femenina de rugby de Japón
- Selección femenina de rugby de Kazajistán

## Desarrollo

### Semifinales
| 5 de julio | China | 0 - 51 | Kazajistán |  |  |

| 5 de julio | Japón | 41 - 17 | Hong Kong |  |  |

### Definición Tercer Puesto
| 7 de julio | China | 3 - 27 | Hong Kong |  |  |

### Final
| 7 de julio | Kazajistán | 17 - 8 | Japón |  |  |

| Bandera de Kazajistán |
| Campeón Kazajistán    |
| Tercer título         |